# 이선중
이선중(李善中, 1924년 1월 20일 ~ 2020년 1월 6일)은 제26대 대한민국의 법무부 장관을 역임한 법조인이다.

## 학력
- 서울대학교 법학 학사

## 생애
경상북도 금릉군에서 태어나 1947년 제1회 조선변호사시험에 합격한 이선중은 1947년 서울대학교 법학과를 졸업하고 고등고시 사법과에 합격하여 1950년 대구지방검찰청 검사에 임용되었다. 배우자 정노미와 4남1녀가 있으며 취미는 활쏘기와 골프다.
검찰총장에 취임하면서 이선중은 "검찰은 국가와 사회의 기강을 확립하는데 주요 임무가 있으므로 국가의 존립과 유지 발전을 해치는 범죄는 엄격히 다스리겠다"고 하면서 "중죄에 대해서는 엄벌하고 가벼운 죄에 대해서는 관용하는 등 기소 편의주의를 계속 활용하겠다"고 했다. 검찰총장으로 재직하던 1976년 4월 9일에 춘천지방검찰청을 찾은 자리에서 "광산 사고에서 말단 보안 관리자만 처벌하여 경영주들이 사업장의 안전관리를 소흘히 했다"며 "광산 사고방지를 위해 앞으로는 시설 미비 등으로 인한 광산 사고에 대해서는 경영주도 형사 입건하겠다"고 했으며 10월 29일에 "노임 체불이 근로자 생계를 위협하고 농성 등 집단 사태를 이으켜 사회안정, 국민총화를 해치는 사회악"이라고 하면서 "엄중 처벌하라"고 지시했다.
법무부 장관으로 재직하던 1977년 2월에 기자들과 만나 "나의 인사 방침은 될수록 인사를 적게 하는 것"이라고 해놓고 전국 9개 지방검찰청 검사장을 모두 바꾸는 것으로 확인되자 이에 대해서 "검사 생활을 돌이켜 보면 아무데서라도 꾸준히 노력하면 그 대가는 반드시 있게 마련"이라고 했다.

1978년 9월 30일에 국회 법사위에서 현대 아파트 특혜 분양 사건에 관련됐던 한병채 의원은 "검찰총장이 피의사실을 공표한 것은 인격살인"이라고 하면서 "아파트 관련자 명단을 고개한 것은 인민재판이었다"고 하자 "발표를 안함으로써 진실과 달리 알려질 우려가 있어 발표했다"고 말했다.

## 경력
- 1950년 대구지방검찰청 검사
- 1960년 제주지방검찰청 검사장
- 1962년 4월 11일 ~ 1963년 5월 30일 광주지방검찰청 검사장
- 1963년 5월 31일 ~ 1964년 3월 16일 제14대 대전지방검찰청 검사장
- 1964년 대구지방검찰청 검사장
- 1966년 법무부 법무실장 겸 대검찰청 검사
- 1971년 법무부 차관
- 1973년 3월 9일 법제처장
- 1975년 검찰총장
- 1976년 12월 4일 ~ 1978년 12월 21일 제26대 법무부 장관